# Heidelberger Verlängerung
Heidelberger Verlängerung bezeichnet ein Medizinprodukt zur Verabreichung von Infusionen. Sie ist ein aus Kunststoff (häufig Polyvinylchlorid) gefertigter Verlängerungsschlauch. Heidelberger Verlängerungen müssen mit der CE-Kennzeichnung versehen sein.
Im Fachhandel sind sie in verschiedenen Längen und Farben erhältlich; farbige Schlauchsysteme werden für lichtempfindliche Flüssigkeiten und Emulsionen verwendet. Hersteller sind unter anderem Fresenius Kabi und B. Braun.
Heidelberger Verlängerungen werden eingesetzt, wenn eine Standard-Infusionsleitung (1 bis 1,5 m Länge) nicht ausreicht; beispielsweise, wenn der Patient zur Dekubitusprophylaxe mobilisiert oder zur Seite gelagert werden muss.